# Erik Furseth
Erik Furseth  (* 17. Januar 1964) ist ein ehemaliger norwegischer Fußballspieler.

## Sportlicher Werdegang
Furseth begann seine Karriere bei IL Sørfjell. Anfang 1988 wechselte der Abwehrspieler nach Deutschland, wo er sich dem seinerzeitigen Berlin-Oberligisten Hertha BSC anschloss. Am Ende der Oberliga-Spielzeit 1987/88 wurde er mit dem Klub Berliner Meister, die Mannschaft setzte sich in der anschließenden Aufstiegsrunde zur 2. Bundesliga durch. Dort kam er jedoch nicht zum Einsatz, so dass er innerhalb der Stadt zum Oberligisten Tennis Borussia Berlin wechselte. Auch hier wurde er in der Spielzeit 1990/91 unter anderem an der Seite seines Landsmanns Arne Sandstø, mit 21 Saisontoren vereinsintern bester Torschütze, Oberligameister. Dieses Mal verpasste er mit der Mannschaft den Erfolg in der Aufstiegsrunde, mit nur einem Sieg wurde die Mannschaft dort Tabellenletzte.
Im Dezember 1991 verließ Furseth Deutschland und schloss sich dem norwegischen Zweitligisten Odds BK an. Hier kam er jedoch nur unregelmäßig zum Einsatz und bereits im Herbst 1992 verließ er den Klub nach fünf Zweitligapartien in Richtung seines Heimatvereins IL Sørfjell.